# أغستاوستلاند إيه دبليو 101
مروحيات أغستاوستلاند AW101 أو ميرلين EH101 صممت هذه المروحية في عز أيام الحرب الباردة وكان الهدف من تصنيعها هي أن تكون مضادة للغواصات.
تصنف مروحيات أغستاوستلاند AW101 ضمن طائرة هليكوبتر متوسطة الرفع للتطبيقات العسكرية ولكن تُسَوَّق أيضا للاستخدام المدني. وقد وضعت هذه المروحية، وهي مشروع مشترك بين  مروحيات يستلاند  في المملكة المتحدة وأغستا (التي اندمجت الآن في أغستاوستلاند) في إيطاليا ، كما يوجد مشروع مشترك آخر بين الجزائر وإيطاليا يتمثل في شراكة إيطالية مع الشركة الجزائرية لصناعة المروحيات SAFH، هي شراكة لصناعة الطائرات المروحية الجزائرية ، تم تأسيسها من قبل الجيش الجزائري وفينميكانيكا الإيطالية، سنة 2017 الذي يبدأ بناء أول طائرة مروحية عام 2018، حيث تقوم بتصنيع العديد من أنواع الطائرات المروحية، خفيفة ومتوسطة متعددة الخدمات..

## المشغلين

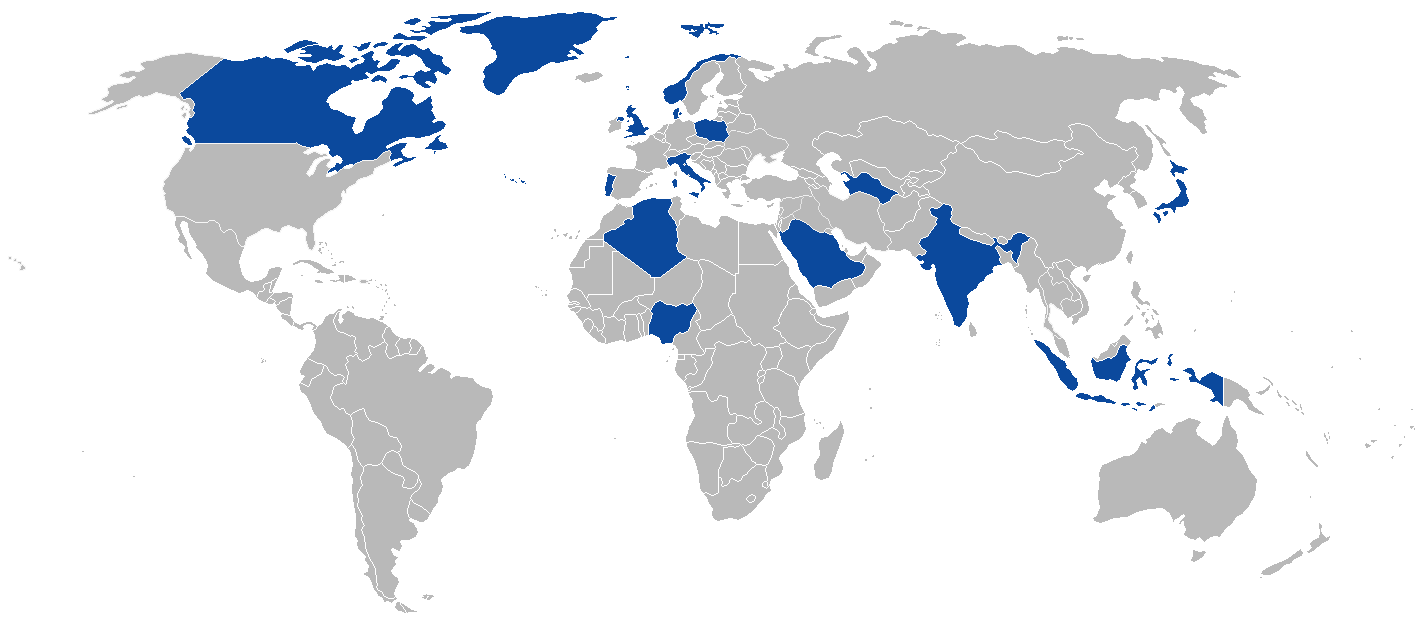
مشغلين الطائرة باللون الأزرق

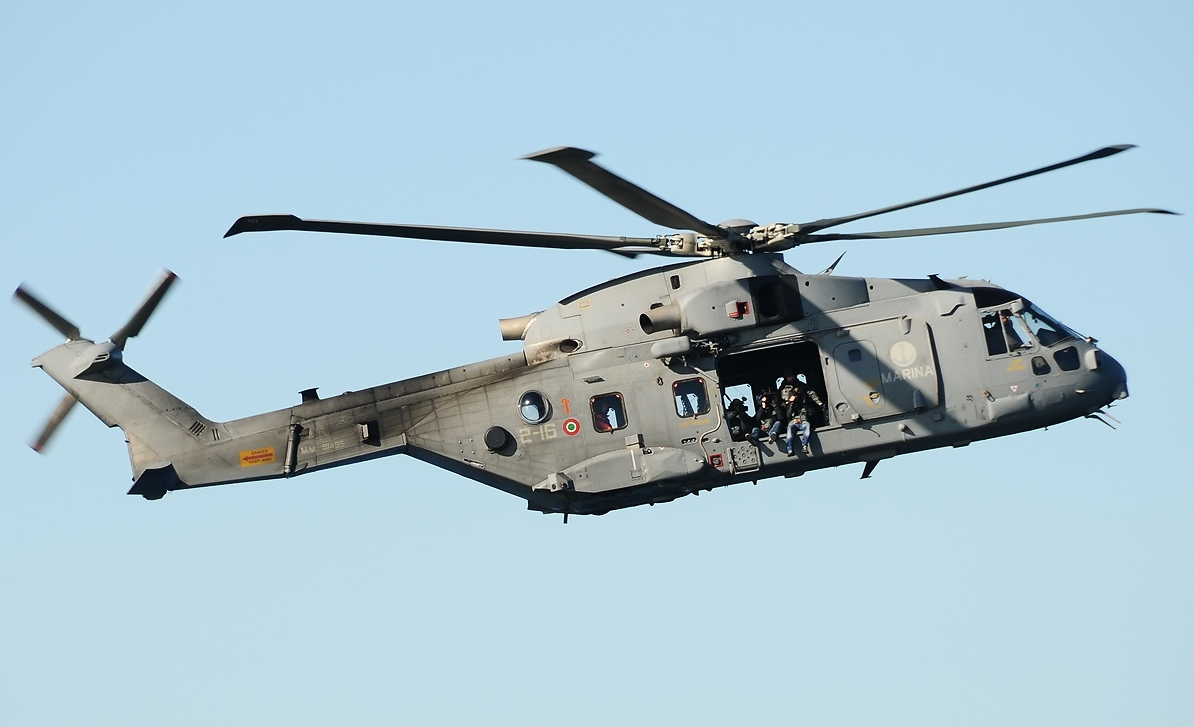
An Italian Navy AW101 flies over the Carrier كافور (حاملة طائرات)

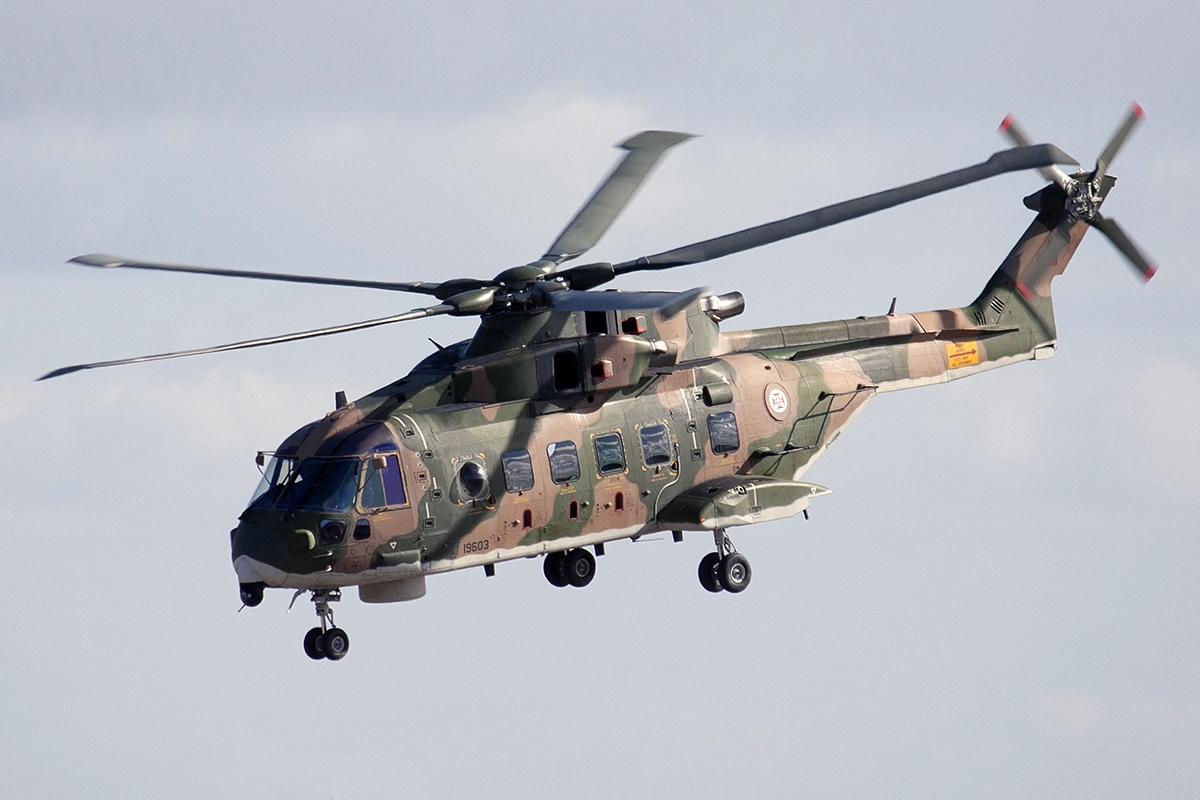
A Portuguese Merlin lifts off from Monte Real Air Base

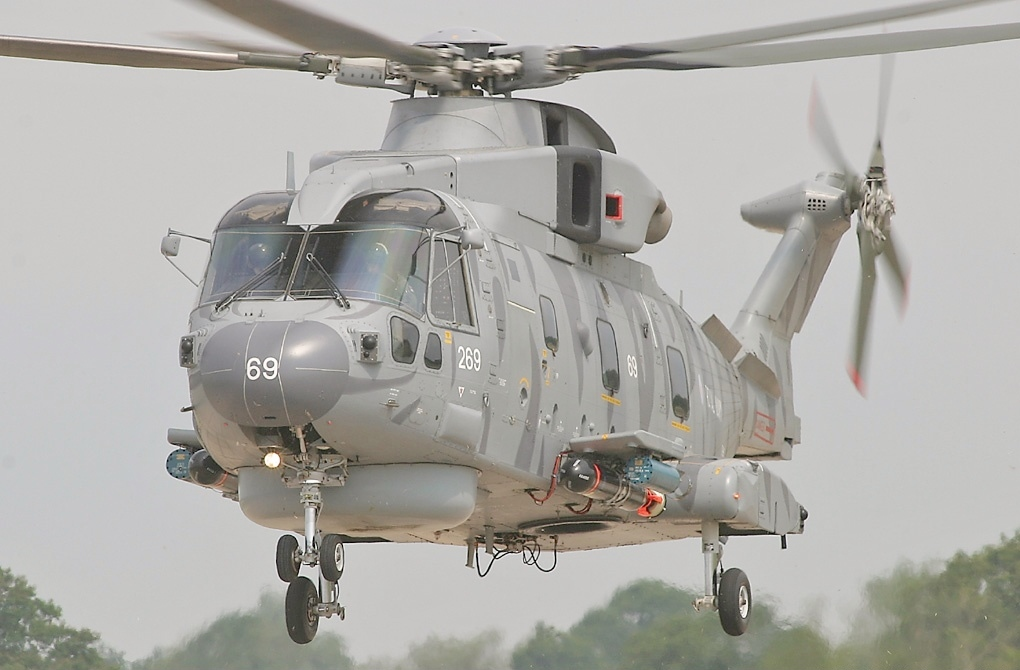
A Royal Navy Merlin from 814 السرب arrives for

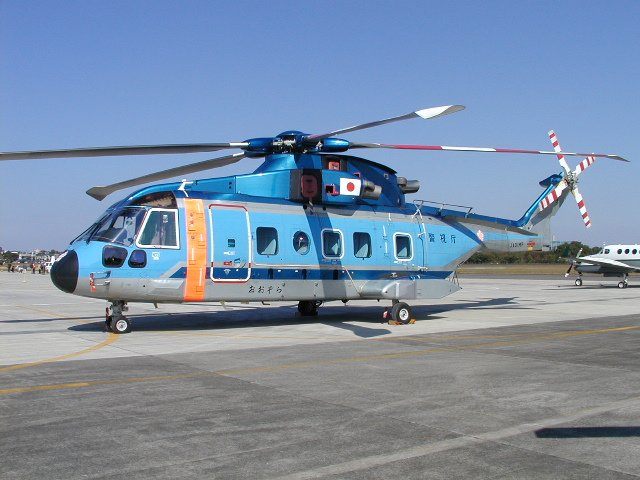
Tokyo Metropolitan Police Department AW101

### مشغلي العسكرية
يتم تصنيع الطائرات في المصانع أغستاوستلاند في يوفيل، انكلترا وفي فريغاتي بإيطاليا. ويستخدم اسم ميرلين AW101s في عدة جيوش
 الجزائر
- القوات الجوية الجزائرية[3]
- القوات البحرية الجزائرية[4]

 كندا
- سلاح الجو الملكي الكندي (أنظر CH-149 Cormorant  [لغات أخرى]‏)

 الدنمارك
- القوات الجوية الملكية الدنماركية[4]

 إندونيسيا
- القوات الجوية الإندونيسية (3 مطلوبة)[5]

 إيطاليا
- القوة الجوية الإيطالية[4]
- البحرية الإيطالية[4]

 اليابان
- قوة الدفاع الذاتي البحرية اليابانية[4]

 نيجيريا
- القوات الجوية النيجيرية[6][7]

 النرويج
- سلاح الجو الملكي النرويجي (16 مطلوبة)[4]
  - 330 السرب

 البرتغال
- سلاح الجو البرتغالي[4]
  - 751 السرب

 السعودية
- القوات الجوية الملكية السعودية.[8]

 تركمانستان
- سلاح جو تركمانستان[8]

 المملكة المتحدة
- البحرية الملكية البريطانية[4]
  - 814 سرب جوية البحرية
  - 820 سرب جوية البحرية
  - 824 سرب جوية البحرية
  - 829 سرب جوية البحرية
  - 845 سرب جوية البحرية
  - 846 سرب جوية البحرية

### مشغلين وكالات تطبيق القانون
اليابان
- قسم شرطة العاصمة طوكيو[9]

### مشغلين سابقين
المملكة المتحدة
- سلاح الجو الملكي[4]
  - 28 (AC) السرب
  - 78 السرب

## مواصفات (ميرلين HM1)
البيانات من Jane's All The World's Aircraft 2003–2004, AgustaWestland
الخصائص العامة
- الطاقم: 3–4
- السعة:

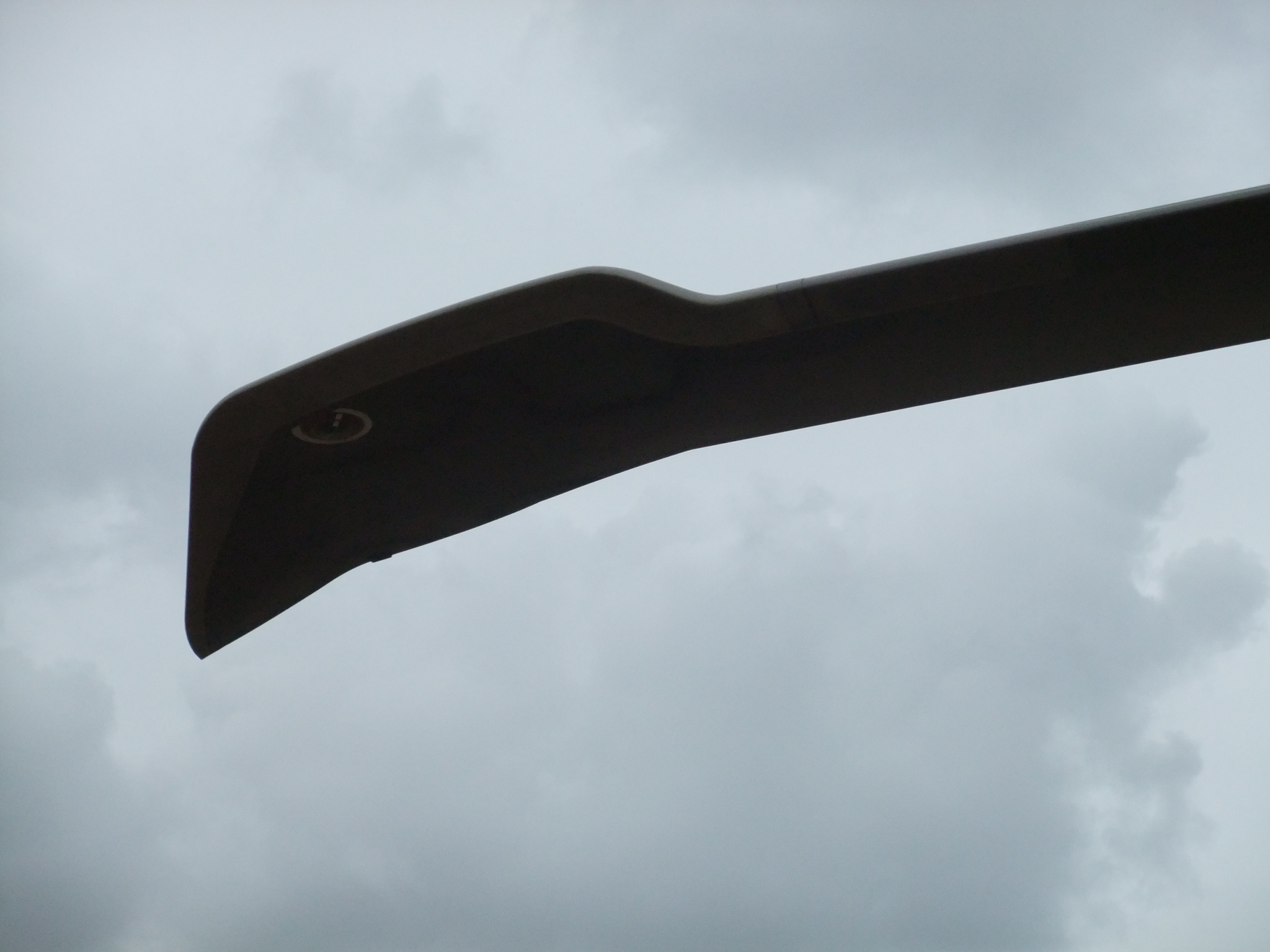
The shovel-shaped BERP rotor blade tips of an RAF Merlin HC3

- 26 جندي (38 راكبا) أو 5 طن من الحمولة أو 4 نقالات (مع إزالة السونار) لميرلين HM1;[12]
- 30 جنديا جالسا، أو 45 وقوفا مع كامل تجهيزاتهم القتالية، أو 3050 كلغ (6724 رطل) من الحمولة الداخلية، 5520 كلغ (12169 رطل) من الحمولة الخارجية، أو 16 نقالات لAW101[13][14][15]
- الطول: 19.53 م-fuselage length (64 ft 1 in)
- قطر الدوار: 18.59 م (61 ft 0 in)
- الارتفاع: 6.62 م (21 ft 8¾ in)
- مساحة القرص : 271.51 م² (2,992.5 ft²)
- الوزن فارغة: 10,500 kg (23,149 lb)
- وزن الإقلاع الأقصى: 14,600 kg (32,188 lb)
- محرك الطائرة: 3 × رولز رويس توربوميكا آر تي إم 322 محرك عمود دوران توربينيs, 1,566 kW (2,100 حصان (وحدة قدرة)) (take-off power) الواحد

الأداء
- لا تتجاوز سرعة: 309 كم/ساعة (167 عقدة (وحدة)s, 192 mph)
- سرعة العبور: 278 كم/ساعة (150 knots, 167mph)
- مدى (طائرة): 833 كم (450 ميل بحري,[16] 517 mi)
- سقف الخدمة: 4,575 m (15,000 ft)

الكترونيات الطيران

- Smiths Industries OMI 20 SEP dual-redundant digital automatic flight control system
- نظم الملاحة:
  - بي إيه إي سيستمز LINS 300 ring laser gyro، Litton Italia LISA-4000 strapdown AHRS
- رادار:
  - سيليكس جاليليو Blue Kestrel 5000 maritime surveillance radar
- مضاد إلكتروني
  - Racal Orange Reaper ESM
- Sonar
  - Thomson Marconi Sonar AQS-903 acoustic processor
  - Active/passive sonobuoys
  - Thomson Sintra FLASH dipping sonar array

## وصلات خارجية
- AW101 Leonardo-Finmeccanica الموقع الرسمي
- Royal Navy Merlin HM1 page
- RAF Merlin HC3 page
- EH-101 Merlin on Portuguese Air Force Official Website, in English
- Danish EH-101 Merlin
- AW101 Project Details
- Project details and Specifications of the AW101 Helicopter